# Elmira Qəmbərova
Elmira Qəmbərova –también escrito como Elmira Gambarova– (14 de marzo de 1994) es una deportista azerbaiyana que compite en lucha libre.
Ganó una medalla de bronce en el Campeonato Europeo de Lucha de 2019, en la categoría de 59 kg. En los Juegos Europeos de Minsk 2019 obtuvo una medalla de plata en la categoría de 62 kg.

## Palmarés internacional
| Juegos Europeos    | Juegos Europeos     | Juegos Europeos   | Juegos Europeos |
| Año                | Lugar               | Medalla           | Categoría       |
| ------------------ | ------------------- | ----------------- | --------------- |
| 2019               | Minsk (Bielorrusia) | Medalla de plata  | 62 kg           |
| Campeonato Europeo |                     |                   |                 |
| Año                | Lugar               | Medalla           | Categoría       |
| 2019               | Bucarest (Rumania)  | Medalla de bronce | 59 kg           |